# Pieve di Val Taleggio
La Pieve di Val Taleggio era un'antica ed atipica pieve amministrativa del Ducato di Milano istituita in seguito agli esiti degli eventi bellici che contrapposero la Lombardia al Veneto nella prima metà del Quattrocento. Ad essa si contrapponeva l'omonimo e ben più ampio ambito territoriale facente parte dello Stato Veneto.
Il suo territorio corrispondeva al solo comune di Vedeseta col quale condivideva le magistrature pubbliche, mentre dal punto di vista religioso rimase sempre soggetta alla Valsassina di cui prima del 1454 faceva parte anche amministrativamente.

## Storia
Il conflitto internazionale fra il Ducato di Milano e la Repubblica di Venezia del primo Quattrocento, che evolse in un senso favorevole all'esercito veneto, portò nel 1433 all'invasione della Val Taleggio, all'epoca territorio lecchese e quindi milanese, da parte delle armate di San Marco. La politica espansionistica veneziana, tuttavia, non aveva finalità imperialistiche ma bensì commerciali, e quindi accompagnava alla forza delle armi quella della diplomazia attraverso l'offerta di ampie autonomie alle popolazioni conquistate, onde creare quel consenso popolare all'annessione indispensabile per dare stabilità politica e fornire quella tranquillità propizia per l'instaurazione di proficui scambi commerciali. Per contrastare tale strategia, anche Milano fu dunque costretta a proporre simili concessioni alle zone contese, onde impedirne il passaggio al nemico per semplice dedizione popolare. Nella zona della Val Taleggio, se la quasi totalità dei valligiani aderì all'offerta veneziana, fu la sola comunità di Vedeseta a ritenere più conveniente mantenersi nello Stato di Milano, strappando la concessione dell'autonomia amministrativa dalla Valsassina, l'autogoverno in ambito giurisprudenziale, e vantaggiose esenzioni fiscali.
Stabilizzatasi nei secoli successivi la situazione internazionale, a metà del Seicento le autorità spagnole nel frattempo insediatesi a Milano tentarono di revocare tali privilegi, ma gli abitanti di Vedeseta riuscirono efficacemente ad opporvisi. Furono quindi solo gli sconvolgimenti rivoluzionari portati dall'invasione napoleonica del 1797 a porre fine all'autonomia della Val Taleggio milanese, riunificando la valle sotto la gestione amministrativa bergamasca.

## Territorio
Nella seconda metà del XVIII secolo, il territorio della pieve era così suddiviso:
| Pieve civile       | Pieve ecclesiastica |
| Comune di Vedeseta | --                  |